# Teresa Saurí Doménech
Teresa Saurí Doménech (Foios, 1972) és una futbolista i preparadora física. I durant 25 anys, també va ser mestra.
Va començar a jugar arran d'una convocatòria de la Federació Valenciana de Futbol demanant persones interessades en jugar a futbol.
Va començar al Sant Vicent CF, que seria absorbit pel Llevant, on va jugar com a defensa i aconseguí capitanejar el dream team de la lliga valenciana femenina. Passà després a primera divisió en el Col·legi Alemany CF que es convertiria en el Valencia CF Femení. Deixà la competició als 38 anys per a ser preparadora física de les jugadores del València CF.